# ديوك ريد
ديوك ريد (بالإنجليزية: Duke Reid)‏ هو ملحن ومنتج أسطوانات جامايكي، ولد في 21 يوليو 1915 في أبرشية بورتلاند ‏ في جامايكا، وتوفي في 1975.

## وصلات خارجية
- ديوك ريد على موقع ميوزك برينز (الإنجليزية)
- ديوك ريد على موقع أول ميوزيك (الإنجليزية)
- ديوك ريد على موقع ديسكوغز (الإنجليزية)
- ديوك ريد على موقع ديسكوغز (الإنجليزية)